# Kanō Naganobu

Divertimentos bajo flores de aronia Blossoms, mitad inzquierda de un biombo, siglo XVII

Kanō Naganobu (狩野長信, 1577 – 26 de diciembre de 1654) fue un pintor japonés de la Escuela Kanō.
Naganobu era el hermano más joven de cabeza de la Escuela Kanō, Kanō Eitoku.  Naganobu completó numerosos encargos para la Corte en Kioto, incluyendo en el Palacio Imperial, y empezó su rama propia de la Escuela Kanō. Fue el primer pintor Kanō importante en trasladarse de Kioto a Edo (Tokio) al mismo tiempo que el Shogunato Tokugawa consolidaba el control del país e instalaba allí su gobierno.  Se piensa que Naganobu se trasladó a Edo antes del fallecimiento de Tokugawa Ieyasu  en 1615, posiblemente hacia 1605, y podría haber trabajado primero en el castillo de Ieyasu, el castillo de Sunpu (la moderna Shizuoka). Su taller en Edo sirvió oficialmente al shogunato Tokugawa bajo el título goyō eshi (ja) (御用絵師).